# Lynsey de Paul
Lynsey de Paul, pseudonimo di Lyndsey Monckton Rubin (Londra, 11 giugno 1948 – Londra, 1º ottobre 2014), è stata una cantante britannica.

## Biografia
Ha rappresentato il Regno Unito all'Eurovision Song Contest 1977 insieme a Mike Moran col brano Rock Bottom, classificandosi al secondo posto. Ha raggiunto la cima della classifica dei singoli in Svizzera e la top 10 in Austria, Germania, Svezia, Irlanda, Francia, Norvegia e Israele. Sulla base delle vendite, è stata la voce vincente anche se è arrivata seconda. Aveva ottenuto il successo già nel 1972 col brano Sugar Me, che ha riscosso successo in buona parte d'Europa. Ha lavorato occasionalmente come attrice comparendo tra l'altro nel film Gabrielle and the Doodleman (1984). Ha scritto la canzone "There's No Place Like London" ("Non c'è posto come Londra") per Shirley Bassey, che l'ha cantata al Royal Command per la Elisabetta II del Regno Unito. Secondo Radiocorriere, le canzoni più popolari di De Paul trasmesse alle radio italiane sono state "So Good To You" e "My Man and Me", insieme a "Sugar Me" e "Rock Bottom".
Gli artisti italiani che hanno registrato canzoni scritte da Lynsey de Paul includono Mia Martini (Sabato), Wess & Dori Ghezzi (Coccodrillo), I Domodossola (Io... aio), La Quinta Faccia (Dancin 'On A Saturday Night and School Love), The Droogs (Dancin 'On A Saturday Night).
Fu la seconda moglie dell'attore James Coburn. Più recentemente nel 2016 LIM (Sugar Me).